# 西方艦隊 (イギリス)
西方艦隊(Western Fleet)はかつて存在したイギリス海軍の艦隊。1967年に編成され、1971年に廃止された。
地中海艦隊が1967年に解散したのに伴い、本国艦隊(Home Fleet)を改編して編成された。担当海域は本国艦隊時より大幅に広いものであり、南北大西洋および地中海海域であった。この範囲は東洋艦隊との対比で'スエズ運河の西'と形容された。
西方艦隊司令官(Commander in Chief Western Fleet,CINC WF)は、北大西洋条約機構の海峡地区連合軍司令官(Commander in Chief Allied Channel Command,CINC ACC)も兼任していた。
1971年にイギリス軍はスエズ運河の東方から軍事力を撤収し、それに伴い東洋艦隊も解散することとなった。この再編により西方艦隊は統合・廃止され、これ以降、イギリス海軍は単一の艦隊編制となった。